# 조제 마우루 지 바스콘셀루스
조제 마우루 지 바스콘셀루스(포르투갈어: José Mauro de Vasconcelos, 1920년 2월 26일 ~ 1984년 7월 24일)은 브라질의 소설가로, 《나의 라임 오렌지나무》의 작가이다.

## 생애
조제 마우루 지 바스콘셀루스는 1920년 2월 26일 리우데자네이루(Rio de Janeiro) 주에서 태어났다. 집안이 매우 가난하여 어릴 적에 나탈에 있는 친척 집에서 살았다.(그의 어린 시절의 경험들을 자신의 책에 적었다고 한다,) 의대에 들어간 바스콘셀루스는 2학년때 학업을 중단하고 리우데자네이루로 돌아왔다. 리우데자네이루에서 복싱 강사로 일하고 화가 모델일을 하기도 했다. 바스콘셀루스의 첫번째 작품은 '성난 바나나'이다. 작가는 '나의 라임 오렌지 나무'로 크나큰 성공을 거두었다. 이 책이 발표될 때부터 브라질 전 지역을 걸쳐 무려 50만부 이상을 판매했다고 한다. 바스콘셀루스는 인디언계 어머니와 포르투갈계 아버지 밑에서 태어났다. 어린시절을 나탈에서 보낸 그는 9살때 수영하는 법을 배웠다. 수영대회 나갈 연습을 하려 포텐지 강에 몸을 던지던 때가 아직도 생생히 기억난다며 그 당시를 즐겁게 회고했다. 작가는 자주 바다에 놀러갔다. 그리고 많은 수영대회에서 우승을 차지했다. 그 또래 애들처럼 그도 나무를 타거나 축구하는 것을 좋아했다. 바스콘셀루스의 첫번째 직업은 페더급 복서 상대였다. 16세에서 17세까지 복서 상대로 일을 했다. 그 후에는 말좀바(Mazomba)에 있는 농장에서 바나나를 나르는 일을 했다. 그 다음에는 어부일을 하며 리우데자네이루 해변에서 살았다. 나중에 헤시피(Recife)로 이사를 갔다. 그곳에서 초등교사일을 하고 어부일을 가르쳤다. 22살때부터 작품을 집필하기 시작했다.

## 나의 라임 오렌지나무
그가 쓴 나의라임오렌지나무는 그의 자전적 실화를 바탕으로 쓴 글이며 그의 가난함과 가정폭력으로 불우했던 그의 어린시절을 생생히 담아내고 있다.

## 저서
- 나의 라임 오렌지나무
- 햇빛사냥(나의 라임 오렌지나무2)
- 광란자(나의 라임 오렌지나무3)